# Hedemora, Husby och Garpenbergs församling
Hedemora, Husby och Garpenbergs församling är en församling i Tuna kontrakt i Västerås stift. Församlingen omfattar hela Hedemora kommun i Dalarnas län. Församlingen utgör ett eget pastorat.

## Administrativ historik
Församlingen bildades 2018 genom sammanslagning av Hedemora-Garpenbergs församling och Husby församling och bildar därefter Hedemora, Husby och Garpenbergs församling.

## Kyrkor
- Hedemora kyrka
- Garpenbergs kyrka
- Norns kapell
- Garpenbergs gruvkapell
- Husby kyrka
- Långshyttans kyrka
- Stjärnsunds kyrka
- Vikmanshyttans kyrka